# Portobello (programma televisivo 1977)
dove trovi questo e quello

e c'è pure un pappagallo

con il becco giallo»
(Incipit del testo della sigla iniziale)
Portobello è stato un programma televisivo andato in onda nella prima serata del venerdì sulla Rete 2 (poi Rai 2) dal 1977 al 1983 e di nuovo per un breve periodo nel 1987, condotto da Enzo Tortora.
Ideato dallo stesso conduttore, assieme alla sorella Anna, al pubblicitario Angelo Citterio ed al funzionario Rai Mario Carpitella, è ricordato come uno dei programmi televisivi più popolari trasmessi dalla televisione italiana. Andava in onda dallo studio 1 della Fiera di Milano, alternandosi con il quiz televisivo Scommettiamo?.
Avrebbe dovuto essere il primo programma ufficiale a colori (dopo quelli realizzati negli anni della sperimentazione) dell'allora Rete 2, però lo studio venne attrezzato solo successivamente per le trasmissioni a colori e pertanto la prima edizione (27 maggio-22 luglio 1977) e le prime puntate della seconda edizione (2-30 dicembre 1977) furono trasmesse in bianco e nero, iniziando ad essere trasmesso a colori a partire dalla puntata trasmessa il 6 gennaio 1978. 
Il nome del programma si ispira a quello di una strada di Londra, Portobello Road, famosa per il suo mercatino dell'antiquariato. 
Il format ha ispirato molti celebri programmi dei decenni successivi. Nel 2018 ne viene prodotta una nuova edizione rivisitata, in onda su Rai 1.

## Storia

Enzo Tortora con Renée Longarini

Portobello segnò il ritorno di Enzo Tortora in Rai dopo un allontanamento durato otto anni dalla televisione italiana, scaturito da un'intervista rilasciata al settimanale Oggi in cui criticava pesantemente l'ente di Stato e il monopolio televisivo. Con la sorella Anna e il pubblicitario Angelo Citterio, creò un format innovativo per l'epoca, basato sull'idea di un mercatino dove i partecipanti potevano vendere le loro invenzioni o cercare oggetti facendosi contattare dal pubblico da casa attraverso telefonate in diretta che venivano ricevute e filtrate dal Centralone, un gruppo di telefoniste guidate da Renée Longarini, ribattezzata Sua Soavità da Enzo Tortora, per via dei suoi modi gentili e leggiadri. Alcune di queste telefoniste divennero poi volti noti televisivi dello spettacolo e del giornalismo come ad esempio Paola Ferrari, Eleonora Brigliadori, Susanna Messaggio, Marina Dalcerri, Marina Perzy, Alessandra Appiano, Antiniska Nemour e Federica Panicucci.
Un momento molto atteso era quello in cui una persona, pescata a caso tra il pubblico in studio, tentava di accaparrarsi una somma in denaro cercando di far pronunciare al pappagallo Portobello, mascotte e simbolo del programma, il suo nome in trenta secondi; la prima persona a riuscire nell'impresa fu, nel 1982 (dopo ben cinque anni di tentativi andati a vuoto), l'attrice Paola Borboni, e con il montepremi fu pagato un intervento chirurgico di ricostruzione facciale a un bimbo rimasto ustionato al volto. Il gioco del pappagallo era una delle componenti più celebri e amate del programma, divenendo in breve tempo un tormentone nonché un fenomeno di costume, oggetto di svariate imitazioni e parodie anche negli anni a seguire. Altre rubriche del programma erano Fiori d'arancio, in cui intervenivano persone alla ricerca di un'anima gemella, e Dove sei?, nella quale delle persone ricercavano amici, parenti o conoscenti che avevano perso di vista da molto tempo.
Il programma venne interrotto prima dell'inizio della settima edizione a causa dell'arresto di Enzo Tortora, accusato di collusione con la camorra. In quel periodo comparve in un quotidiano una vignetta di Guido Clericetti dove si diceva che il silenzio del pappagallo di Portobello non era dovuto al mutismo bensì all'omertà mafiosa, suscitando molte polemiche. Il 15 settembre 1986, dopo essere stato condannato in primo grado, Tortora fu assolto con formula piena dalla Corte d'appello di Napoli, che riconobbe il presentatore come del tutto estraneo ai fatti a lui contestati, sentenza resa poi definitiva dalla Corte di Cassazione il 13 giugno 1987, riconoscimento arrivato dopo una lunga ed estenuante battaglia giudiziaria, che ne minò irrimediabilmente lo stato di salute. 

Enzo Tortora al suo ritorno in televisione, il 20 febbraio 1987

Il programma riprese il 20 febbraio 1987, a quattro anni dall’arresto di Tortora. In quella puntata, il presentatore venne accolto da una lunga ovazione da parte del pubblico presente in studio, poi, visibilmente commosso, fece un breve discorso su tutta la vicenda del suo processo esordendo con la frase, rimasta celebre, «Dunque, dove eravamo rimasti?». La trasmissione non ebbe però il successo delle edizioni precedenti: terminato il ciclo di puntate previste, infatti, non venne più riproposta in seguito (questo anche perché il presentatore scomparve l'anno successivo, stroncato da un tumore polmonare qualche mese prima di compiere 60 anni).
(Frase con cui Enzo Tortora chiudeva le contrattazioni dei partecipanti)

## Influenza culturale
Nel 1981 venne poi pubblicata una storia a fumetti sul settimanale Topolino, Zio Paperone e le lotte magnetiche, dove Portobello venne ribattezzato in Porta Portese, il mercatino del giovedì; nello stesso settimanale in quel periodo fu creata una piccola rubrica dal titolo Fermo posta Portobello curata dallo stesso Tortora, durata fino al suo arresto. Furono anche commercializzati dalla Clementoni, il gioco di società in scatola Portobello, e prodotto dalla TG (Tecnogiocattoli) Sebino, il pupazzo parlante Portobello, alimentato a batterie, che ripeteva «non parlo, non parlo, non parlo» e «piuttosto che parlare, mi faccio imbalsamare».
Alcuni celebri programmi dei decenni successivi come Chi l'ha visto?, Agenzia matrimoniale, Stranamore, Carràmba! Che sorpresa, I cervelloni, Uomini e donne, C'è posta per te, Sogni, Il treno dei desideri sono ispirati alle varie rubriche proposte all'interno di Portobello.
Nel 2007, nel programma di Giovanni Minoli La storia siamo noi, su Rai 2, una puntata è stata dedicata al programma in occasione del trentennale dalla messa in onda della prima puntata: il titolo della puntata era C'era una volta Portobello.

## Centralino
| Edizione | 1                          | 2                   | 3                  | 4                  | 5                    | 6              |
| -------- | -------------------------- | ------------------- | ------------------ | ------------------ | -------------------- | -------------- |
| 1ª       | Paola Ferrari              | Anna Vitale         | Marina Perzy       | Antiniska Nemour   | Elena Paltrineri     |                |
| 2ª       | Paola Ferrari              | Anna Vitale         | Marina Perzy       | Antiniska Nemour   | Silvia Svizzero      |                |
| 3ª       | Maddalena Cocchetti        | Rossella Pasqualini | Patrizia Amico     | Elisabetta Hellies | Eleonora Brigliadori |                |
| 4ª       | Maddalena Cocchetti        | Rossella Pasqualini | Tiziana Valli      | Fernanda Malco     | Patrizia Zanetti     |                |
| 5ª       | Maddalena Cocchetti        | Ilaria Alferini     | Alessandra Appiano | Cinzia Galimberti  | Marina Nava          |                |
| 6ª       | Denyuda Lizarda Dos Santos | Angela Maria Vecchi | Susanna Messaggio  | Elena Lambertenghi | Marina Dalcerri      |                |
| 7ª       | Giuseppe Bonacina          | Mattia Intra        | Massimiliano Caldi | Franca Cielo       | Federica Panicucci   | Micaela Vitale |

## Sigle

### Sigla di testa
La sigla di apertura della trasmissione, scritta e suonata da Lino Patruno, veniva accompagnata da un cartone animato con protagonista il pappagallo Portobello vestito in abito da sera ed era cantata dal coro dei Piccoli Cantori di Milano diretti da Niny Comolli. Nel testo si raccontano le tematiche della trasmissione: la presentazione di invenzioni più o meno bizzarre e la possibilità di fare annunci per cercare un/una compagno/a o ritrovare persone o animali smarriti. Della sigla venne prodotto un 45 giri. Per l'ultima edizione del 1987 venne usato un nuovo testo, con la base musicale ri-arrangiata.
Nel 2010 Siglandia ha edito un CD maxi singolo con le 5 storiche versioni della sigla di testa, quattro delle quali pubblicate per la prima volta su CD.

### Sigle di coda
La sigla di coda del programma cambiava di anno in anno. Il primo anno è stata composta ed eseguita sempre da Lino Patruno; mentre nelle edizioni successive sono state affidate ogni anno ad artisti differenti:
- 1977-1978: La storia di tutti, interpretata da Lino Patruno
- 1978-1979: Che peccato, interpretata da Bruno Martino
- 1980-1981: Attimo magnifico, interpretata da Momo Yang
- 1981-1982: Come vorrei[6], interpretata dai Ricchi e Poveri
- 1982-1983: Piccolo amore, interpretata dai Ricchi e Poveri
- 1987: Donna di poesia, interpretata da Drupi

## Ascolti
La trasmissione ebbe un clamoroso successo, superiore alle più rosee previsioni (punte di 28 milioni di telespettatori per l'edizione 1977-1978).

## Controversie
Scelta innovativa (per l'epoca) da parte di Tortora fu quella di invitare come partecipanti alla rubrica Fiori d'arancio non solo giovani uomini celibi e donne nubili, ma pure persone single di età avanzata, vedove e vedovi, e anche persone separate e/o divorziate alla ricerca di un nuovo amore, scelta quest'ultima per la quale fu aspramente criticato dal mondo cattolico, con tanto d'interrogazioni parlamentari da parte di alcuni esponenti della DC.

## Remake
Il format viene ripreso nel 2018 con un remake omonimo trasmesso il sabato in prima serata su Rai 1 a partire dal 27 ottobre fino all'8 dicembre, con la conduzione di Antonella Clerici, affiancata da Carlotta Mantovan e Paolo Conticini. Tale remake però non ha avuto lo stesso successo dell'originale.